# 536

## Събития
- Витигис става крал на остготите.
- Велизарий превзема Рим

## Починали
- 22 април – Агапет I, римски папа
- Началото на декември – Теодахад, крал на остготите